# هشام مفتاح
هشام مفتاح (انگلیسی: Hicham Miftah؛ زادهٔ ۳ ژوئن ۱۹۸۰) بازیکن فوتبال است.